# Unchained (Johnny Cash)
Unchained è il cinquantatreesimo album in studio dal cantautore statunitense country Johnny Cash, secondo capitolo della serie American, iniziata con l'album American Recordings del 1993 e proseguita con American III: Solitary Man del 2000.
L'album, prodotto da Rick Rubin e composto prevalentemente di cover (11 su 14 brani), ha ottenuto il Grammy Award 1998 come miglior album country dell'anno.

## Il disco
A differenza del primo album della serie "American", American Recordings, nel quale Cash suona da solo accompagnato dalla chitarra acustica, in questo secondo capitolo egli è affiancato dai Tom Petty and the Heartbreakers, con ospiti speciali Flea, bassista dei Red Hot Chili Peppers, in Spiritual, e Lindsey Buckingham & Mick Fleetwood, dei Fleetwood Mac, in Sea of Heartbreak.
Unchained è più incentrato sulle cover piuttosto che sul materiale originale rispetto a American Recordings. Oltre alle tre composizioni di Cash, Unchained contiene canzoni di Tom Petty (Southern Accents), Soundgarden (Rusty Cage) e Beck (Rowboat). L'album include inoltre una reinterpretazione del classico di Hank Snow del 1962, I've Been Everywhere, scritto da Geoff Mack, e il rifacimento di due canzoni incise da Cash ai tempi della Sun Records: Country Boy e Mean Eyed Cat. Il disco venne registrato in un lasso di tempo di 6 mesi con l'ingegnere del suono Sylvia Massy negli studi Sound City Studios, Ocean Way Studios, The Cowboy Arms And Recording Spa di Nashville, Tennessee, e nello studio casalingo di Rick Rubin.

## Tracce
1. Rowboat (Beck) – 3:44
Pubblicato da Beck su Stereopathetic Soulmanure (1994)
2. Sea of Heartbreak (Paul Hampton, Hal David) – 2:42
Pubblicato come singolo da Don Gibson (1961)
3. Rusty Cage (Chris Cornell) – 2:49
Pubblicato dai Soundgarden in Badmotorfinger (1991)
4. The One Rose (That's Left in My Heart) (Del Lyon/Lani McIntire) – 2:26
Pubblicato nel 1936, e registrato da George Morgan e Hank Snow
5. Country Boy (Cash) – 2:31
Pubblicato in origine da Cash per la Sun, appare su Johnny Cash with His Hot and Blue Guitar (1957)
6. Memories Are Made of This (Richard Dehr/Terry Gilkyson/Frank Miller) – 2:19
Portato al successo da Dean Martin e The Easy Riders (1956)
7. Spiritual (Josh Haden) – 5:06
Pubblicato dagli Spain su The Blue Moods of Spain (1995)
8. The Kneeling Drunkard's Plea (Maybelle Carter/Anita Carter/Helen Carter/June Carter Cash) – 2:32
Pubblicato dai The Louvin Brothers su Satan Is Real (1960)
9. Southern Accents (Tom Petty) – 4:41
Pubblicato da Tom Petty & The Heartbreakers su Southern Accents (1985)
10. Mean Eyed Cat (Cash) – 2:33
Pubblicato in origine da Cash per la Sun, appare su Johnny Cash Sings Hank Williams (1960)
11. Meet Me in Heaven (Cash) – 3:21
12. I Never Picked Cotton (Bobby George/Charles Williams) – 2:39
Pubblicato da Roy Clark su I Never Picked Cotton (1970)
13. Unchained (Jude Johnstone) – 2:51
Successivamente incisa da Johnstone per Coming of Age (2002)
14. I've Been Everywhere (Geoff Mack) – 3:17
Portata al successo da Lucky Starr (1959) e Hank Snow (1962)

## Musicisti
- Johnny Cash - Voce e chitarra acustica
- Tom Petty - Voce, chitarre, basso e Chamberlin
- Mike Campbell - Chitarre, Basso, Dobro, Mandolino
- Marty Stuart - Chitarre e basso
- Lindsey Buckingham - Chitarra acustica in (2)
- Howie Epstein - Chitarra acustica e basso
- Curt Bisquera, Steve Ferrone - Percussioni e batteria
- Mick Fleetwood, Juliet Prater - Percussioni
- Flea - Basso
- Benmont Tench - Organo, Organo Hammond, Organo Vox, Piano, Harmonium, Chamberlin